# مامون جواردر
مأمون جواردر (بنگالی: মামুন জোয়ার্দার؛ زادهٔ ۱ آوریل ۱۹۷۳) بازیکن فوتبال اهل بنگلادش بود.
وی همچنین در تیم‌های ملی فوتبال زیر ۲۳ سال بنگلادش، و بنگلادش بازی کرده است.